# Carterica pygmaea
Carterica pygmaea är en skalbaggsart som beskrevs av Bates 1881. Carterica pygmaea ingår i släktet Carterica och familjen långhorningar.
Artens utbredningsområde är:
- Costa Rica.
- Nicaragua.
- Panama.

Inga underarter finns listade.